# Alex Nikolavitch
 (octobre 2018).
Si vous disposez d'ouvrages ou d'articles de référence ou si vous connaissez des sites web de qualité traitant du thème abordé ici, merci de compléter l'article en donnant les références utiles à sa vérifiabilité et en les liant à la section « Notes et références ».
 (octobre 2018).
Alexis Racunica, dit Alex Nikolavitch, est un scénariste et traducteur de bande dessinée français né le 8 juin 1971. Il est aussi essayiste et conférencier, spécialisé dans la bande dessinée américaine.

## Biographie
Alex Nikolavitch signe ses premières publications au début des années quatre-vingt-dix, en publiant des articles dans différents fanzines dont Heroes. Il est ensuite chroniqueur pour une radio associative . Suite à plusieurs revers, il cesse de publier pendant plusieurs années mais y revient vers l'an 2000, date à laquelle il scénarise son premier album de bandes dessinées, Alcheringa, aux éditions La Cafetière .
Il a traduit des comics comme The Authority ou Batman aux éditions Semic (chez qui il réalisa aussi plusieurs scénarios de bandes-dessinées, dans les pockets et pour un album consacré au personnage américain Spawn), The Darkness (comics) pour les éditions Delcourt, Hulk et L'Arme X pour Panini (maison d'édition) et, plus récemment, V pour Vendetta et l'irrévérencieux The Boys (comics), toujours chez Panini.
Il a publié plusieurs albums de bandes-dessinées comme scénariste, en France comme aux États-Unis, ainsi que quelques nouvelles de science-fiction dont une dans la revue Fiction.

## Publications

### Bandes dessinées
- Alcheringa (dessins de Fred Grivaud), éditions La Cafetière, 2000
- Plusieurs collaborations aux pockets Semic (Spécial Rodéo, Spécial Zembla, Mustang, Kiwi, Fantask), (dessins d'Aleksi Briclot, Jean-Marc Lainé, Gaèle Luc, Toni Fejzula et Ronaldo Graça), éditions Semic, 2000-2003
- Central zéro (dessins de Toni Fejzula), éditions Soleil Productions, 2003
- Spawn : Simonie (avec J.F. Porcherot, dessins d'Aleksi Briclot), éditions Semic, 2004
- La Dernière Cigarette (dessins de Marc Botta), éditions La Cafetière/Vertige Graphic, 2004
- Tengu-Dô (dessins de Andrea Rossetto), éditions Les Humanoïdes associés, prépubliés dans le magazine Shogun, 2007, 2008
- L'Escouade des ombres (dessins de Shong Yong), éditions Les Humanoïdes Associés, prépublié dans le magazine Shogun, 2007
- Kade Shiva's Sun (avec Sean O'Reilly), éditions Arcana Studio, 2007, 2008
- Crusades (avec Izu et Zhang Xiaoyu), trois tomes aux éditions Les Humanoïdes Associés, 2010-2012
- Captain Sir Richard Francis Burton aux sources du Nil, avec Christian Clot, dessins de Dim. D, un album aux éditions Glénat, dans la collection Explora, 2012
- Burton le voyage à la Mecque, avec Christian Clot, dessins de Lionel Marty, un album aux éditions Glénat, dans la collection Explora, 2013
- Saint Louis, avec Mathieu Mariolle, Filippo Cenni, Valérie Theis et Etienne Anheim, un album aux éditions Glénat, dans la collection Ils ont fait l'histoire, 2015
- Howard P. Lovecraft, celui qui écrivait dans les ténèbres, avec Gervasio, Carlos Aon et Lara Lee, aux éditions 21g, dans la collection Rêveurs de Mondes, 2018
- Deux frères à Hollywood, la formidable histoire de Walt et Roy Disney, avec Felix Ruiz, aux éditions 21g, dans la collection Rêveurs de Mondes, 2019
- L'ange du prolétariat, une vie de Youri Gagarine, avec Felix Ruiz, aux éditions 21g, 2022.

### Essais
- Mythe & Super-héros, Les Moutons électriques, dans la collection Bibliothèque des miroirs, 2011, réédition augmentée, 2020
- Apocalypses, une brève histoire de la fin des temps, Les Moutons électriques, dans la collection Bibliothèque des miroirs, 2012
- Cosmonautes !, Les Moutons électriques, dans la collection Bibliothèque des miroirs, 2014
- Les dieux de Kirby, éditions Confidentiel, 2015
- L'univers en 1875, texte de l'artbook de la série Le Château des étoiles, par Alex Alice, éditions Rue de Sèvres, 2023
- Pop Icons Howard Phillips Lovecraft, L'écran fantastique, 2024
- Pop Icons J.R.R. Tolkien, L'écran fantastique, 2025

### Romans
- Eschatôn, Les Moutons électriques, dans la collection Bibliothèque voltaïque, 2016
- L'île de Peter, Les Moutons électriques, dans la collection Bibliothèque voltaïque, 2017
- Trois Coracles cinglaient vers le couchant, Les Moutons électriques, dans la collection Bibliothèque voltaïque, 2019, premier tome du "Dit du Chien Noir" revisitant la légende arthurienne
- Les Canaux du Mitan, Les Moutons électriques, dans la collection Bibliothèque voltaïque, 2020
- Le Dossier Arkham, Leha, 2020
- L'ancelot avançait en armes, Les Moutons électriques, dans la collection Bibliothèque voltaïque, 2022, deuxième tome du "Dit du Chien Noir"
- La cour des abysses, coécrit avec Camille Salomon, Leha, 2023
- Les exilés de la plaine, Les Moutons électriques, dans la collection Bibliothèque voltaïque, 2023
- Le garçon avait grandi en un gast pays, Les Moutons électriques, dans la collection Bibliothèque voltaïque, 2024, troisième tome du "Dit du Chien Noir"

### Nouvelles
- Réveil, Fantask n°1, Semic, 2003
- Débarquement, Yuma n°1, Semic, 2003
- Dédales, Fiction n°1, Les Moutons électriques, 2005
- Descente, in Explorations et conquêtes infernales, anthologie réunie par Karim Berrouka, Parchemins et Traverses, 2008
- L'invisible, in Dimensions Super-pouvoirs, anthologie réunie par Jean-Marc Lainé, Rivière Blanche, 2013
- Caprae Ovum, in La Clé d'Argent des Contrées du Rêve, Mnémos, 2017
- L'amant du Louvre, in Dimensions Paris, anthologie réunie par Olivier Deparis, Rivière Blanche, 2018
- Le second voyage de Hakem, Le Novelliste n°2, Flatland, 2018
- Le retour d'Apophis, in Dimensions Super-héros n°4, anthologie réunie par Romain Dhuissier, Rivière Blanche, 2018
- Cinq Semaines dans l'Ether, Le Novelliste n°5, Flatland, 2021
- Cuisines de la Terre Lointaine, in Marmite et Micro-ondes, anthologie réunie par Olivier Gechter et Vincent Corlaix, Gephyre, 2021
- Transit, in Hypermondes n°2, Utopies, anthologie réunie par Natacha Vas-Deyres et Loïc Nicolas, Les Moutons électriques, 2022
- Stairway 2, in Le Novelliste n°7, Flatland, 2023
- Patine, in Au boulot les robots, anthologie réunie par Stéphanie Nicot et Jean-François Stich, ActuSF, 2024